# Go! Japan TV 日本大放送
『Go! Japan TV 日本大放送』（Go! Japan TV にほんだいほうそう、英語: Japan Time）は、香港で制作されている日本旅行を紹介する番組。

## 番組内容
独立系テレビ番組制作会社R by R Production Ltd.が制作した、香港テレビ史上最長の旅行番組。
同様の番組は1990年代に無綫電視明珠台で放送されていた「日語放送區」（Japanese Hour）で、日曜日の午前8時に日本の旅行番組やドラマ、アニメなどを放送していたが、2004年に無綫電視と香港公開大学が同時間帯に「進修新天地」を放送することに合意したため、廃止された。
《日語大放送》は亞洲電視と香港放送大学が同時期に番組を放送することで合意したため、2004年に番組は廃止された。 当初のターゲットは「在港日本人」で、初期のコンテンツは香港での日本人の生活を中心としたものだったが、その後、純然たる日本の旅番組へと変化した。
当初は亞洲電視国際台で日曜日の10:00 - 10:30に放送されていたが、何度か放送時間が変更され、最後の放送時間は2009年5月に6:25～6:55に変更された。 2009年5月には、再放送の時間が、最初の放送日の次の金曜日の午後1時から午後1時30分に変更され、その後、最初の放送日の次の土曜日の午後10時から午後10時30分に変更された。aTV高清頻道開台は、チャンネル開設後に放送され、2009年5月には、HD制作を追加して亞洲高清台に変更された。
賛助団体には日本旅遊局が含まれるため、香港で行われる日本の文化振興イベントに時々招待されている。
2008年12月からは、視聴者がいつでも見られるように、初放送後に番組を公式サイトにアップロードして永続的に共有している（2010年6月20日以前の動画は再視聴できない）。2016年には1080pのHDフォーマットも登場した。
2012年11月には、番組の公式月刊誌「GO！JAPAN」が創刊された。
2016年、亞洲電視の無料放送テレビライセンスが更新されなかったため、ViuTVに切り替わり、「Go！Japan TV Japan Show」と名前を変えて、2016年4月17日から日曜日の11:30～12:00に広東語と日本語の二ヶ国語で放送された。

## ホスト
- 理恵（りえ） 吹き替え：石井晴（中国語版）
- 日本人、本名不明。 2005年の番組開始以来、司会を務めている。
- 邱忠業（Jam）、吹き替え：李家傑
- 香港人、日本人の妻と出会ってから日本語を学び、香港演芸学院（中国語版）のゲスト講師を務めている[6]。。
- 和泉素行（SOKO）
- 2011年には、日本人が代理で司会を務めた[7]。

## 参考リンク
- 【為食之旅】秋遊北海道！函館必試名物足本放送 アーカイブ 2018年2月26日 - ウェイバックマシン
- アーカイブ 2018年6月18日 - ウェイバックマシン [亞視]日語大放送個女主持Rie究竟幾多歲？